# Tristemma
Tristemma là chi thực vật có hoa trong họ Mua.